# ぱげらった
ぱげらったは、日本の男性漫画家。webでの活動を主としており、本人のサイトである『厨二病棟』では数々の作品を公開している。

## 来歴
. 2009年7月、本人のwebサイトを作製、数々の作品を掲載。
- イラスト投稿サイトpixivにて投稿していた『ピクシブたん漫画』の"お絵かきは楽しす"がpixivのキャッチフレーズに選定[1]。
- 裏サンデーにてオエカキスト！を連載、2013年1月、単行本発売。
- 2015年1月カミガミエビデイ～凡神と愉快な仲間たち～単行本発売。
- 2015年3月、comicoにて公式作家デビュー、毎週日曜日に真剣ゼミ。(まじぜみ)を連載。
- 2017年2月、少年ジャンプ＋にて「貧民超人カネナシくん」連載、単行本全3巻発売。週刊少年ジャンプ本誌2017年39号に出張掲載。
- 2018年7月、少年ジャンプ+にて「8LDK-屍者ノ王-」連載、単行本全3巻発売。
- 2019年、短編集「拡散的エモーション」発売。

## 作品一覧
- オエカキスト！（小学館『裏サンデー』web連載）上・下、全2巻
- 真剣ゼミ。（comico　後にcomico+移籍）
- カミガミエビデイ〜凡神と愉快な仲間たち〜（ジュリアンパブリッシング）全1巻
- 鬼畜ょぅι゛ょサドみちゃん（一迅社、IDコミックス REXコミックス）全1巻
- 貧民超人カネナシくん（集英社『少年ジャンプ+』、web連載）全3巻
- 8LDK-屍者ノ王-（集英社『少年ジャンプ+』、web連載）全3巻
- 拡散的エモーション（KADOKAWA、ビームコミックス、Twitter掲載短編集）全1巻
- 妹が分裂した。（KADOKAWA、ビームコミックス）1巻
- 超外伝事件簿レインコード（小学館『週刊コロコロコミック』、web掲載）